# 华为辞职门
华为辞职门，又被稱之為华为买断工龄，是华为在2007年强制使在华为工作满8年的员工离职并再度入职而引发公众关注和政府响应的事件。

## 背景
2007年6月29日，中华人民共和国全国人民代表大会通過《中華人民共和國勞動合同法》（簡稱《勞動合同法》），该法律將於2008年1月1日起開始执行。
华为為規避《勞動合同法》對於實施「无固定期限劳动合同」的相關規定，趕在相關法律法規實施之前，在2007年10月、11月间要求7000余名工龄达到8年的员工“先辞职再竞岗”。这些辞职的员工得到了华为的“N+1”离职补偿，华为的总支出约为10亿元。外界观点认为华为此举是为了规避劳动合同法中的工作满10年即应当订立无固定期限合同的条款。

### 《勞動合同法》的相關規定
根據《勞動合同法》第十四条规定——在“用人单位连续工作满十年的”勞動者，如果對勞動合同的“无固定期限”化有“提出或者同意续订、订立”的意圖的話，用人單位“应当”與勞動者“订立无固定期限劳动合同”。第十四條具體規定如下：
第十四条　无固定期限劳动合同，是指用人单位与劳动者约定无确定终止时间的劳动合同。

用人单位与劳动者协商一致，可以订立无固定期限劳动合同。有下列情形之一，劳动者提出或者同意续订、订立劳动合同的，除劳动者提出订立固定期限劳动合同外，应当订立无固定期限劳动合同：
（一）劳动者在该用人单位连续工作满十年的；
（二）用人单位初次实行劳动合同制度或者国有企业改制重新订立劳动合同时，劳动者在该用人单位连续工作满十年且距法定退休年龄不足十年的；
（三）连续订立二次固定期限劳动合同，且劳动者没有本法第三十九条和第四十条第一项、第二项规定的情形，续订劳动合同的。
用人单位自用工之日起满一年不与劳动者订立书面劳动合同的，视为用人单位与劳动者已订立无固定期限劳动合同。
 — 第十届全国人民代表大会常务委员会第二十八次会议， 《中华人民共和国劳动合同法》第十四條

## 反響

### 政府的回应

#### 中央政府部门的反应
2007年11月8日，时任劳动和社会保障部法制司司长闫宝卿在接受采访时，表示华为此举不应看作令连续工作时间中止：辞职员工并未离开公司，所以不视为劳动关系解除。他也表示，劳动和社会保障部在考虑制定《劳动合同法》的实施细则“对辞职后再签约的间隔期进行规定”。

#### 广东省的指导意见
2008年6月23日，广东省高级人民法院和广东省劳动争议仲裁委员会联合制定并下发《关于适用〈劳动争议调解仲裁法〉、〈劳动合同法〉若干问题的指导意见》，并在广东省实施。该《指导意见》的第二十二条规定，“为使劳动者‘工龄归零’，迫使劳动者辞职后重新与其签订劳动合同的”行为，属“用人单位恶意规避《劳动合同法》第十四条”的行为，不影响工作年限计算。